# Seven (canção de David Bowie)
"Seven" é uma canção composta por David Bowie e Reeves Gabrels para o álbum Hours, de 1999. Assim como outras canções deste álbum, "Seven" está presente na trilha sonora do jogo Omikron - The Nomad Soul, também de 1999. Em julho de 2000, a faixa foi lançada como o quarto single do álbum. No Reino Unido, o single chegou à posição n°32 nas paradas musicais.

## Faixas[2]

### CD 1 (Reino Unido)
1. "Seven (Marius De Vries mix)" - 4:12
2. "Seven (Beck mix)" - 3:44
3. "Seven (Original demo)" - 4:05

### CD 2 (Reino Unido)
1. "Seven (Album version)" - 4:27
2. "I'm Afraid of Americans (Nine Inch Nails version)" - 5:30

Esta versão também contém o vídeo de "I'm Afraid of Americans".

### CD 3 (Reino Unido)
1. "Seven (live)"
2. "Something in the Air (live)"
3. "The Pretty Things Are Going to Hell (live)"

Faixas gravadas em Kit Kat Klub, Nova York, 19 de novembro de 1999. Esta versão também contém quatro cartões postais exclusivos.

### CD multi-faixas (internacional)
1. "Seven (Marius De Vries mix)" - 4:12
2. "Seven (Beck mix)" - 3:44
3. "Seven (live)"
4. "Seven (Original demo)" - 4:05
5. "Seven (Album version)" - 4:04

Esta versão também contém o vídeo de "I'm Afraid of Americans".

### CD (internacional)
1. "Seven (Marius De Vries mix)" - 4:12
2. "Seven (Beck mix)" - 3:44

### CD promocional
1. "Seven (Marius De Vries mix)" - 4:12
2. "Seven (Beck mix)" - 3:44
3. "Seven (Original demo)" - 4:05
4. "Seven (Album version)" - 4:04

### Créditos
- David Bowie: vocais, violão
- Mark Plati: sintetizadores, baixo
- Reeves Gabrels: guitarra
- Sterling Campbell: bateria